# Випихув (Белхатовський повіт)
Випихув (пол. Wypychów) — село в Польщі, у гміні Зелюв Белхатовського повіту Лодзинського воєводства.
Населення — 211 осіб (2011).
У 1975-1998 роках село належало до Пйотрковського воєводства.

## Демографія
Демографічна структура станом на 31 березня 2011 року:
|          | Загалом | Допрацездатний вік | Працездатний вік | Постпрацездатний вік |
| -------- | ------- | ------------------ | ---------------- | -------------------- |
| Чоловіки | 100     | 24                 | 64               | 12                   |
| Жінки    | 111     | 15                 | 71               | 25                   |
| Разом    | 211     | 39                 | 135              | 37                   |